# Gran Premio Nobili Rubinetterie
Il Gran Premio Nobili Rubinetterie era una corsa in linea maschile di ciclismo su strada che si svolgeva annualmente a Borgomanero, in Italia. Nel 1999 fu valido come Campionato italiano di ciclismo su strada. Dal 2005 venne incluso nel calendario dell'UCI Europe Tour, fino al 2014 come evento di classe 1.1, dal 2015 come prova 1.HC.

## Storia
Creato nel 1997 e corso nelle prime edizioni come criterium, nel 2002 il Gran Premio divenne a tutti gli effetti corsa internazionale di categoria UCI 1.3, e nel 2005 venne integrato nel calendario del neonato UCI Europe Tour come gara di categoria 1.1.
Negli anni 2010 e 2011 la corsa è stata suddivisa in due eventi corsi nell'arco di due giorni, la Coppa Papà Carlo e la Coppa Città di Stresa, entrambe incluse nel calendario dell'UCI Europe Tour come gare di classe 1.1. Nel 2012 il Gran Premio Nobili Rubinetterie-Coppa Papà Carlo-Coppa Città di Stresa è tornato a essere disputato in unica giornata, incluso sempre nel calendario dell'UCI Europe Tour come evento di classe 1.1, e l'anno dopo è stato spostato da luglio a marzo. Nel 2015 è stato infine promosso a evento di categoria 1.HC.
Nel 2016 la corsa è stata annullata per problemi di budget.

## Albo d'oro
Aggiornato all'edizione 2016.

### Gran Premio Nobili Rubinetterie
| Anno    | Vincitore            | Secondo                | Terzo                 |
| ------- | -------------------- | ---------------------- | --------------------- |
| 1997    | Dario Andriotto      | Carlo Finco            | Cristian Salvato      |
| 1998    | non disputato        | non disputato          | non disputato         |
| 1999    | Salvatore Commesso   | Roberto Petito         | Alberto Elli          |
| 2000    | Stefano Garzelli     | Alberto Elli           | Ivan Basso            |
| 2001    | Vladimir Smirnov     | Simone Masciarelli     | Pedro Horrillo        |
| 2002    | Andrus Aug           | Ivan Quaranta          | Daniele Bennati       |
| 2003    | Andrea Ferrigato     | Joseba Albizu          | Massimiliano Mori     |
| 2004    | Damiano Cunego       | Aleksandr Kolobnev     | Paolo Valoti          |
| 2005    | Damiano Cunego       | Ruslan Pidhornyj       | Félix Cárdenas        |
| 2006    | Paolo Longo Borghini | Luis Laverde           | Ruslan Pidhornyj      |
| 2007    | Luis Laverde         | Félix Cárdenas         | Christian Pfannberger |
| 2008    | Giampaolo Cheula     | Gabriele Bosisio       | Bruno Rizzi           |
| 2009    | Grega Bole           | Fortunato Baliani      | Andrij Hrivko         |
| 2010-11 | non disputato        | non disputato          | non disputato         |
| 2012    | Danilo Di Luca       | Robert Vrečer          | Tomaž Nose            |
| 2013    | Bob Jungels          | Daniele Bennati        | Simone Ponzi          |
| 2014    | Simone Ponzi         | Christian Delle Stelle | Francisco Ventoso     |
| 2015    | Giacomo Nizzolo      | Simone Ponzi           | Marco Haller          |
| 2016    | non disputato        | non disputato          | non disputato         |

### Coppa Papà Carlo
| Anno | Vincitore          | Secondo            | Terzo            |
| ---- | ------------------ | ------------------ | ---------------- |
| 2010 | Gianluca Brambilla | Francesco Bellotti | Matteo Montaguti |
| 2011 | Simone Ponzi       | Luca Mazzanti      | Davide Rebellin  |

### Coppa Città di Stresa
| Anno | Vincitore    | Secondo           | Terzo                |
| ---- | ------------ | ----------------- | -------------------- |
| 2010 | Oscar Gatto  | Murilo Fischer    | Tiziano Dall'Antonia |
| 2011 | Elia Viviani | Danilo Napolitano | Bernardo Riccio      |